# Entedon pecki
Entedon pecki är en stekelart som beskrevs av Schauff 1988. Entedon pecki ingår i släktet Entedon och familjen finglanssteklar. Inga underarter finns listade i Catalogue of Life.